# Besiekierz Rudny
Besiekierz Rudny est une localité polonaise de la gmina et du powiat de Zgierz en voïvodie de Łódź.